# Dørklokke
Dørklokken er en signalgiver, hvormed man kan melde sin ankomst, så man kan blive lukket ind. Oprindeligt var en dørklokke en rigtig klokke med snoretræk eller en metalstang. Nu er stort set alle dørklokker elektriske eller elektroniske, så man trykker på en kontakt (et ringetryk), og via en ledning sluttes klokkekredsløbet.
Selve ringeklokken kan være et almindeligt ringeapparat, en summer, en ding-dong eller en elektronisk 'klokke', der kan programmeres til forskellige lyde.
De seneste år er der kommet trådløse dørklokker, der virker ved radiobølger, og ringetrykket er en lille radiosender, der sender til klokken. Der er som regel tale om et digitalt kodet signal, så naboer ikke forvirres af hinandens dørklokke. Den største fordel ved trådløse klokker er, at der ikke skal trækkes ledninger.
Dørklokken erstatter dørhammeren eller banken på døren med knoerne.